# Manneczka łękowata
Manneczka łękowata, korakan, dagussa, dogussa, tokussa, ragi, proso afrykańskie (Eleusine coracana (L.) Gaertn.) – gatunek rośliny jednorocznej z rodziny wiechlinowatych. Uprawiana jako roślina zbożowa i pastewna, a czasem też jako ozdobna, w południowej i wschodniej Azji oraz środkowej i wschodniej Afryce.
Z ziarna wytwarza się mąkę i kasze oraz piwo.

## Morfologia
Trawa osiągająca 1 m wysokości. Kwiatostan palczasto złożony z kłosokształtnych wiech. Ziarniaki są okrągłe.

## Wartość odżywcza

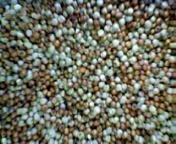
Ziarna korakanu o różnej barwie

Ziarno zawiera: 13% wody, 8% białka, 1,2% tłuszczu, 72% węglowodanów, 4,2% błonnika i 2,7% popiołu. Wartość kaloryczna 341,6 kcal/100 g korakanu.
Wartość odżywcza w 100 g korakanu:
Białko 7,6 g
Tłuszcz 1,5 g
Węglowodany 88 g
Wapń 370 mg
Witaminy – A: 0,48 mg
Tiamina (B1): 0,33 mg
Ryboflawiny (B2): 0,11 mg
Niacyna: 1,2 mg
Błonnik 3 g

## Zastosowanie
- Ze względu na wysoką zawartość aminokwasu metioniny, która wykazuje hipoglikemiczne działanie, jest zalecany do spożywania przez diabetyków.
- Z ziarna bogatego w białko wyrabia się mąkę, kaszę, piwo.
- Służy do wyrobu ciast, deserów lub spożycia w formie owsianki.
- Ze sfermentowanego ziarna w Nepalu i w wielu częściach Afryki wytwarza się napój piwny.
- Słoma z korakanu jest wykorzystywana jako roślina paszowa dla zwierząt.